# Corfù (traghetto)
La Corfù è una nave traghetto passeggeri appartenente dal 2018 alla Grimaldi Lines. Costruita nel 2006, aveva precedentemente prestato servizio per Caronte & Tourist e TTT Lines con il nome di Cartour Gamma.

## Caratteristiche
La nave può trasportare un massimo di 972 passeggeri, che hanno a disposizione 124 cabine (per un totale di 484 posti letto) e 138 poltrone. L'unità è dotata di tre ponti garage con una capacità complessiva di carico di 2 244 metri lineari, corrispondenti a 173 semirimorchi.
Spinta da due motori MAN B&W 9L48/60B Diesel da 10 800 kW ciascuno, raggiunge una velocità di servizio di 24 nodi.

## Servizio

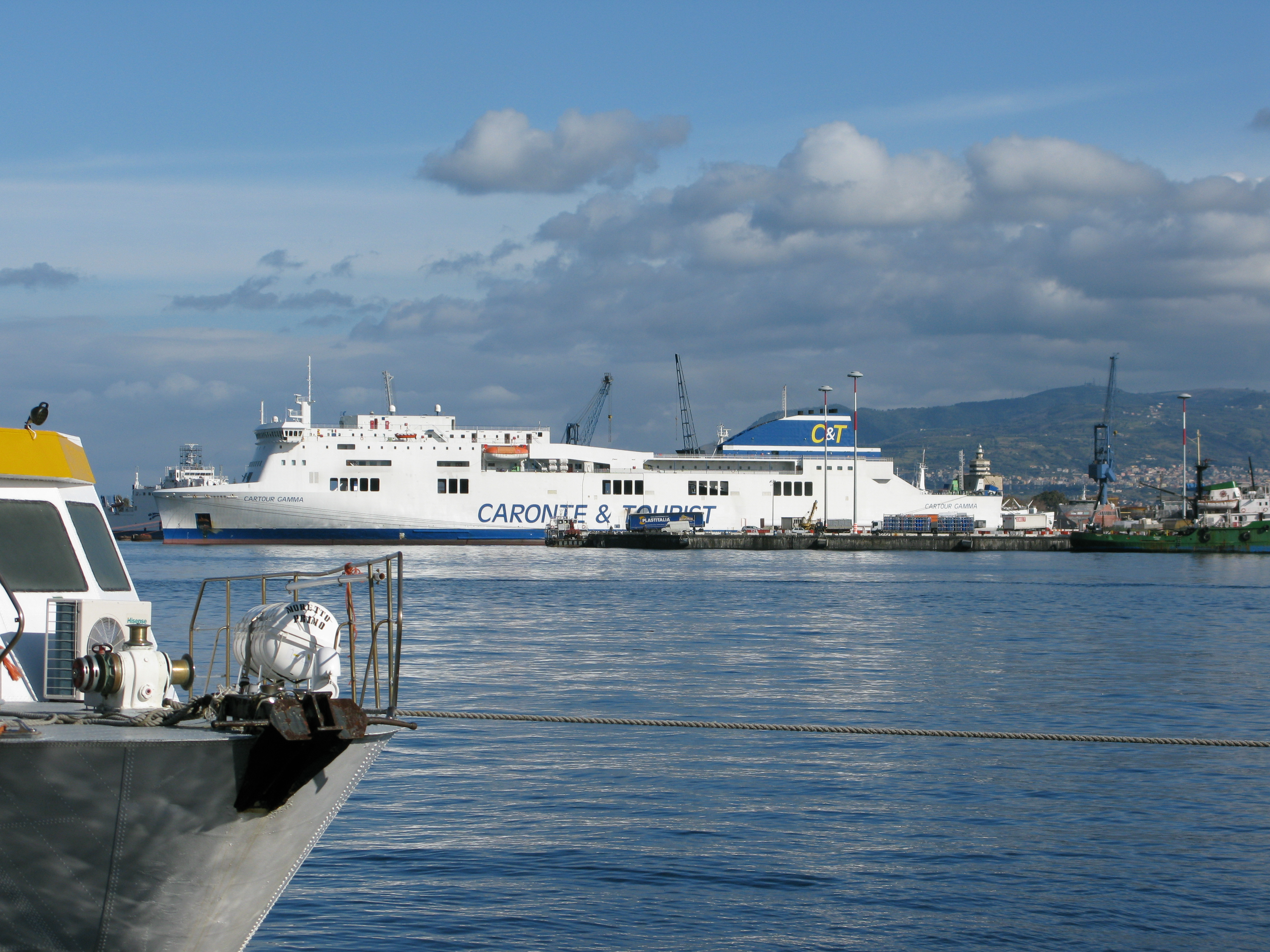
La nave in servizio per Caronte & Tourist come Cartour Gamma.

La nave fu impostata nel dicembre 2004 presso il Cantiere Navale Visentini di Porto Viro e fu consegnata alla Caronte & Tourist il 28 ottobre 2006. Fu messa in servizio tra Salerno e Messina a dicembre 2006, insieme ad altre due navi della compagnia. Nell'aprile 2015 la Cartour Gamma passò alla New TTT Lines, società costituita da Caronte & Tourist e dall'armatore greco Tomasos e fu spostata sul collegamento Napoli - Catania. Nel giugno 2018 la nave fu acquistata dalla Grimaldi Lines e riposizionata sui collegamenti tra Italia e Grecia, prendendo il nome di Corfù.
A marzo 2021 entra in servizio per la Grimaldi Minoan Lines sulla Ancona-Igoumenitsa assieme al traghetto Florencia.
Il 30 Maggio 2021 ritorna alla Grimaldi Lines. Il 3 Giugno 2021 apre il nuovo collegamento Napoli-Cagliari-Palermo.
Dal 14 febbraio 2023 prende stabilmente servizio sulla tratta Civitavecchia-Cagliari-Arbatax sostituendo il traghetto Catania.

## Navi gemelle
Segue l'elenco delle navi con il loro nome attuale. Le seguenti navi, pur seguendo una linea estetica quasi identica, si differenziano tra loro per alcuni particolari.
- Ciudad de Valencia (IMO 9869722)
- Hedy Lammar (IMO 9498743)
- Cartour Delta (IMO 9539042)
- Epsilon (IMO 9539054)
- Livia (IMO 9420423)
- GNV Sealand (IMO 9435454)
- Norman Atlantic (IMO 9435466; demolita nel 2019)
- Stena Flavia (IMO 9417919)
- Connemara (IMO 9349760)
- Stena Horizon (IMO 9332559)
- GNV Bridge (IMO 9893369)
- Stena Scandica (IMO 9329849)
- Stena Baltica (IMO 9329851)
- Ciudad de Palma (IMO 9349772)
- Hypatia De Alejandria
- Hedy Lamarr